# Cyklistický počítač

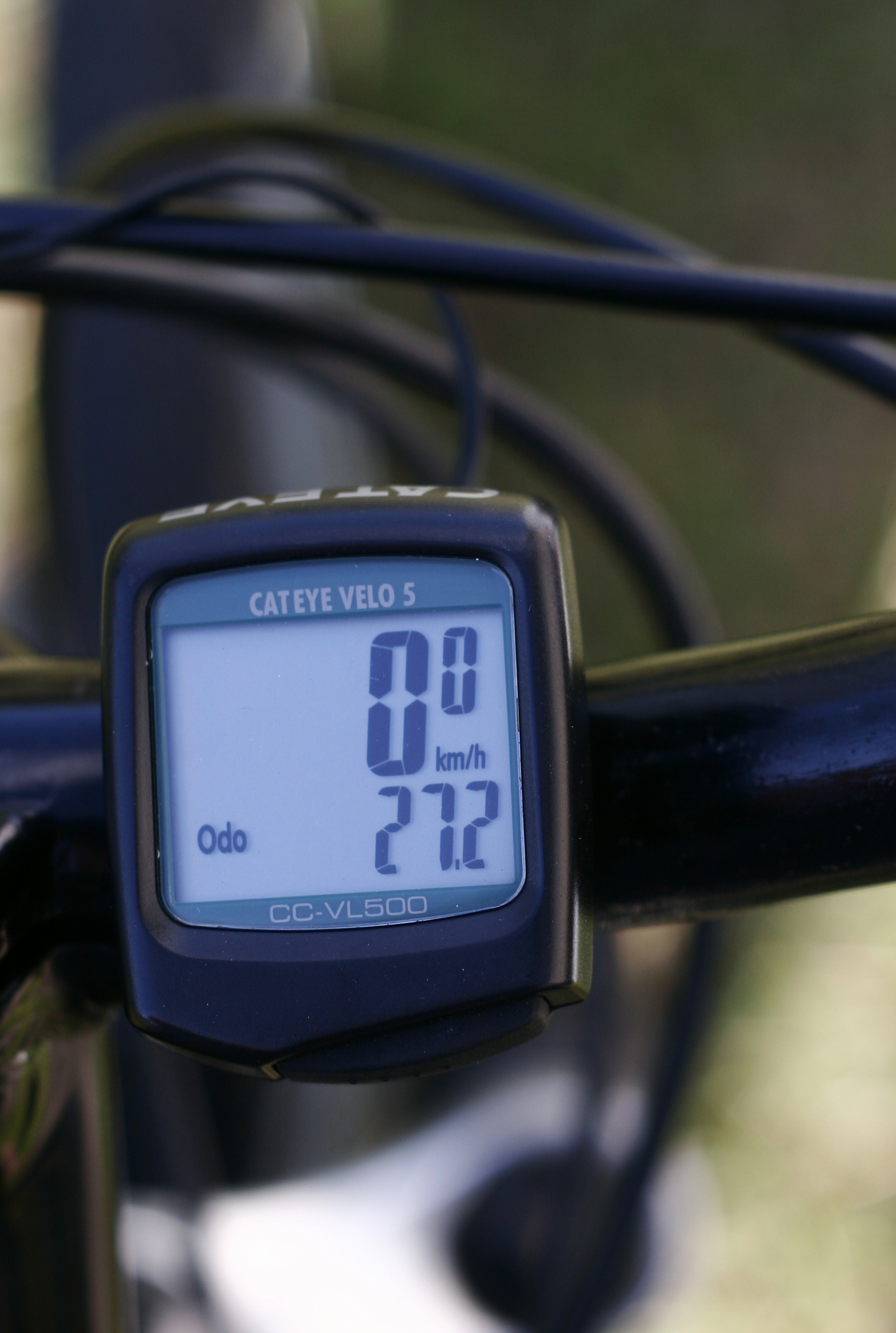
Displej cyklistického počítače

Cyklistický počítač (také cyklopočítač, cyklocomputer nebo cyklistický tachometr) je zařízení, které měří a jezdci na displeji ukazuje především:
- ujetou vzdálenost v kilometrech,
- dobu jízdy,
- čas a datum,
- okamžitou rychlost,
- na vyžádání maximální dosaženou rychlost a průměrnou rychlost.

K získání těchto hodnot postačí jednoduchý senzor snímající otáčky kola, znalost obvodu kola a vestavěné hodiny.
Je-li počítač místo toho založen na technologii GPS, může poskytovat další údaje a funkce, především:
- okamžitou zeměpisnou polohu včetně nadmořské výšky,
- odtud bilanci překonaného převýšení, případně výpočet spálených kalorií,
- záznam trasy a jeho import do elektronické mapy.

Takový přístroj je na jízdním kole nezávislý a je možné ho využívat i při chůzi, plavbě nebo jízdě vozidlem.
Podle vybavení dalšími senzory potom také:
- frekvenci šlapání (okamžitou a průměrnou),
- aktuální teplotu,
- měření srdečního tepu
- a další.

U některých typů je možnost ukládání, připojení více kol a synchronizace se stolním počítačem. Cyklistické počítače se většinou umísťují na řídítka nebo se nosí jako náramkové hodinky. Využívají je jak profesionálové, tak i rekreační sportovci.